# Salomé Núñez Topete
Salomé Núñez Topete (Cuba, c. 1859-Madrid, 1931) fue una escritora y articulista española.

## Biografía
Nacida hacia 1859 en Cuba, emigró a la península ibérica muy joven. Sus primeros trabajos aparecieron publicados en periódicos o revistas como Revista Contemporánea, El Gobierno y El Correo, ya fuera con la firma «Melita» o bien con una «M.». A comienzos del siglo xx escribía en La Correspondencia de España, El Liberal —tanto en el de Madrid como en el de Bilbao—, El Nacional, El Español y otros periódicos madrileños, así como en el Diario de Navarra (1903). Más adelante colaboraría en Mi Revista, Mundo Gráfico o Atlántico. Falleció el 26 de enero de 1931, unas horas después de que lo hiciera su hermana Milagros, en Madrid.